# Список персонажей Happy Tree Friends

## Лапочка (Каддлс)
Лапочка (англ. Cuddles, от cuddle — «обнимать») — желтый кролик, носящий розовые тапочки. Позитивный, жизнерадостный и наивный персонаж, готовый всегда прийти на помощь друзьям. Несмотря на милую внешность, Лапочка в душе бунтарь. Он любит кататься на скейтборде или американских горках, редко задумываясь о последствиях. Часто подначивает Чудачку на смелые поступки, от чего обычно всем становится хуже. В серии «In A Jam» он фанат местной рок-группы, в которой Лапочка сам становится гитаристом. Лапочка появляется во многих домах, однако, его настоящий дом — дупло. Дружит с Чудачкой, Зубастиком и Дылдой. В нескольких сериях показано, что у него есть отношения со Смешинкой.

## Смешинка (Гигглс)
Смешинка (англ. Giggles, от giggle — «хихикать») — розовый бурундук с большим красным бантиком на голове. Один из четырех главных героев. Соседка, возлюбленная и подруга Лапочки. Олицетворяет девочку-подростка, которая любит веселье, тусовки, чай с друзьями и катание на коньках. У Смешинки добродушный вежливый характер и хорошие манеры. Популярна среди мужской половины персонажей и у неё часто появляются эпизодические кавалеры. Возможно, её реальным возлюбленным является Лапочка, с которым она встречалась более одного раза. Больше всего дружит с Петунией, они часто пьют вдвоём лимонад или чай. Защищает окружающую среду и если видит, как кто-то загрязняет природу, начинает очень сильно злиться. У неё есть аллергия на розы.

## Зубастик (Тузи)
Зубастик (англ. Toothy, от tooth — «зуб») — фиолетовый бобр с большими зубами и веснушками. Один из четырёх главных героев и первый погибший во всём мультсериале. У него дружелюбный и эмоциональный характер, но он не раскрыт, т. к. не имеет индивидуальности, в отличии от других персонажей. Как показано в серии «Class Act», он очень любит петь и его считают талантливым певцом. Зубастик редко думает перед тем, как что-то сделать, поэтому редко выживает. Дружит с Лапочкой и Ботаником. В одном из эпизодов работает стоматологом. Также он является большим поклонником Супербелки, где в серии «Remains To Be Seen» нарядился в его костюм на Хэллоуин.

## Дылда (Лампи)
Дылда (англ. Lumpy, от lump — «кусок») — очень глупый голубой американский лось, с большими зубами, которые находятся вне его рта. Нетипичный по прорисовке персонаж для сериала — рост высокий, косые глаза, зрачки в виде двух чёрных точек, в то время как у остальных персонажей — чёрные овалы с вырезами справа (в форме Pac-Man’а), нос не в форме сердечка. Также у него несимметричные рога. Из-за своего интеллекта часто попадает в ситуации или сам устраивает их, в результате которых он сам или другие персонажи погибают. Носит одежду, которая по цвету сливается с телом. Является единственным персонажем, который без одежды считает себя голым и смущается этого. Наряду с Жестиком является персонажем, у которого имеются рога. Кроме этого, он является персонажем без видимых ушей (в серии «Hear Today, Gone Tomorrow» у него было показано внутреннее ухо) как и Чудачка, Умейка, мистер Огурец и Расселл. Живёт в фургоне на краю леса. Дылду можно считать самым главным героем мультсериала, т. к. он появляется практически во всех сериях, и большая часть внимания акцентирована на нём.
Дылда часто занимает должности, требующие какого-либо интеллекта: водитель автобуса, стоматолог, окулист, полицейский, пожарный, маг, психиатр и т. д. Среди любимых занятий лося — полежать в гамаке, поесть бутерброды и многое другое. Различные вкусности он любит настолько, что способен забыть о надвигающейся опасности или собственной травме. Особенно любит сэндвичи, что отразилось на его интро к третьему интернет-сезону. В одной из серий ел мясо, что не соответствует реальным лосям. Также Дылда имеет страсть к сыру.
Хоть Дылда часто пытается помочь другим персонажам в случае надобности, в одной из серий («We’re Scrooged») он предстаёт как жадный до отупения бизнесмен (таким же он был и в серии «Mime to Five»). Если Дылде что-то не нравится или раздражает, он начинает ворчать. Наравне с Папашей является персонажем, обладающим более-менее членораздельной и понятной речью. Кричит как девочка. Несмотря на то, что он довольно глупый, в некоторых эпизодах он показывает признаки ума: в серии «Doggone It», он единственный, кто понял причину атаки щенка Свиста; в серии «A Sight for Sore Eyes» он понял опасность слепоты крота и дал ему вместо трости собаку-поводыря; он является единственным персонажем, знающим причины психического расстройства Прапора; в серии «Double Whammy Part 1», Дылда выяснил причины его расстройства и пытался его вылечить; он успел достроить мост в серии «Concrete Solution», несмотря на то, что его товарищи были уже мертвы. Нередко погибает за кадром. В ряде серий его часто убивают животные, закрыв своим телом сцену убийства.
Дружит с Умейкой и Мистером Кротом, являясь наравне с ними неполноценным.
Среди всех персонажей мультсериала у Дылды самый высокий рейтинг убийств. А количество жертв лося свыше 300. Наравне с этим является одним из тех немногих персонажей, кто практически ни разу не пострадал от руки Прапора (погиб от него только в серии «A Vicious Cycle», но после того, как Прапор стал велосипедом). Дылда является единственным персонажем, который защищал себя от злого альтер-эго Прапора. Смертельные случаи Дылды обычно связаны со взрывами, расчленением тела, убитым дикими животными и сокрушением. Большинство его травм предполагают падение с высокого расстояния и потерю его конечностей. Дылда, наряду со Смешинкой, является одним из двух персонажей, который взаимодействовал с каждыми персонажами по крайней мере, один раз. Часто выступает в роли врача.

## Петунья
Петуния (англ. Petunia) — синий скунс с голубой стрелкой-полоской на лбу, розовым цветком на макушке и автомобильным дезодорантом на шее в виде ёлки. Хотя Петуния хихикает по-детски и играет с куклами, зачастую она представляет собой взрослого и довольно серьёзного персонажа. Лучшей подругой Петунии является Смешинка, хотя считается, что Петуния гораздо старше её. Возможно ей 15 лет. Она любит готовить и пить сок. Очень хозяйственный персонаж.
Обычно Петуния не вызывает ничьей смерти, кроме своей, однако в серии «Hello Dolly» она нашла проклятого идола, затем гуляла с ним по парку, в результате вызывая смерть рядом находящихся персонажей (в конечном итоге идол убил и саму Петунию), в серии «Who’s to Flame» в результате её неосторожности погиб весь район, в котором она жила (кроме Жестика), а в серии «Breaking Wind» случайно уничтожила всю жизнь на планете, взорвав огнём газ, распространенный Супербелкой по поверхности земли. Кроме того, она является первым персонажем, намеренно совершившим самоубийство, содрав кожу картофелечисткой в серии «Wishy Washy». Сама же очень часто умирает, и зачастую достаточно кровавой смертью. Имеет третье место в рейтинге по числу смертей.
Петуния безумно помешана на чистоплотности. Из-за этого она принимает душ по 5 раз в день и может упасть в обморок при виде грязи. А еще она перфекционист. Возможно у Петунии ОКР.
Петуния чаще Смешинки подвергается ухаживаниям со стороны Диско-Мишки, и хоть она всячески отвергает их, тем не менее всё равно ходит с ним на свидания и т. п. В серии «I Nub You» у Петунии был роман с Умейкой, случившийся из-за того, что Петуния отбила себе лапы. С тех пор любовь между Петунией и Умейкой довольно часто обыгрывается у фанатов. Наряду с Лапочкой, Малышом и Расселлом, Петуния является одним из 4 персонажей, имеющих больше смертей, чем убийств. Единственный женский персонаж, умирающий в каждой серии, в которой убивает другого персонажа.

## Умейка (Хэнди)
Умейка (англ. Handy — «полезный») — оранжевый бобр с ампутированными лапами. Очень вспыльчивый, упрямый и ворчливый. Ему 16 лет. Умейка — строитель и механик, всегда носит пояс с инструментами — молотком и отвёрткой и каску на голове. Является первым персонажем, который имеет работу или профессию. Несмотря на отсутствие рук, он может ещё что-то строить, но в кадре этого никогда не показывается. Каждый раз, когда ему необходимо сделать что-либо руками, и это показывается в кадре, он делает раздраженный вид, после чего пытается действовать либо головой, либо ногами, либо иными средствами (и это часто становится причиной его смерти). Он также любит играть в боулинг, как это было показано в сериях «Spare Me» и «I Nub You». С ТВ-сериала начал испытывать страсть к полётам на вертолёте.
Его дом забит предметами, для оперирования которыми нужны руки. Сам же Умейка бесконечно забывает об их отсутствии, и считает, что даже без рук может все прекрасно сделать. В ТВ-сериале обнаруживается, что Умейка умеет играть на ударных. Там же показывается, что он подвержен эпилепсии. Его лучшим другом можно назвать Мистера Крота, которому тот судя по сериям «Don’t Yank My Chain» и «Wipe Out» очень доверяет и даже в первой отправляется с ним на отдых. Наряду с Ботаником и Малышом, он не волнуется, если он видит, как другие персонажи умирают или страдают (скорее всего это связано с его ампутацией рук). Исключения были в серии «House Warming», где он нервничал, когда горела Петуния и в серии «Don’t Yank My Chain», где он переживал за Мистера Крота. Один из немногих персонажей, которых Злой Прапор оставляет в живых. Несмотря на то, что Прапор сошёл с ума, но он не убил его, а лишил его нижней части тела в серии «Remains to be Seen», а также лишил его ног в серии «By The Seat Of Your Pants».

## Сладкоежка (Натти)
Сладкоежка (англ. Nutty — буквально «орешек», в переносном смысле — «псих») — зелёный бельчонок, который страдает сахарной зависимостью.  Ни дня не может провести без сладкого, всячески старается добыть себе хоть немного конфет или сахара и из-за этого часто прощается с жизнью. Даже умирая, продолжает тянуться к сладкому. Ему 13 лет. Глаза его разные: один глаз нормальный с небольшим чёрным зрачком, а второй косой и с большой зелёной радужкой. Его родители — Зефирка и Сладкоежка старший. Лучший друг Ботаника и в то же время, его полная противоположность. Часто Сладкоежка принимает несъедобные предметы за сладости: например, в серии «Stealing the Spotlight» вместо лампочек Сладкоежка увидел конфеты (что и привело к гибели), в серии «A Sight for Sore Eyes» увидел вместо бантиков на воздушном змее леденцы, а в серии «Going Out With a Bang» принял хлопушки и ракеты за конфеты. Живёт в дупле дерева, его дом постоянно находится в хаосе и беспорядке. В процессе употребления сладостей он постоянно заводится истерически смеётся, а его зелёный глаз делает полный оборот по линии глазницы, часто выскакивая при смерти хозяина. В сериях «Wrath of Con», «The Carpal Tunnel of Love», «Random Acts of Silence» и «All Work and No Play» он был абсолютно спокоен и не пытался съесть или даже найти что-нибудь сладкое. Является самым частым пациентом медицинских учреждений среди всех остальных персонажей.
В нерегулярной серии «False Alarm» благодаря помощи Ботаника избавился от сахарной зависимости, но довольно быстро пересел на компьютерные игры. Однако вскоре по стечению обстоятельств Сладкоежка снова пересел на сладости.
Как результат чрезмерного потребления сахара, Сладкоежка всегда гиперактивный и нервный, иногда за сладости способен на агрессию (в серии «A Sucker for Love» отнял у Малыша леденец, после чего ему пришлось подраться с Папашей). Если он примет хоть немного сахара, то он превращается в зелёное торнадо.
Наряду с Воришкой и Хитрюшкой он также совершает кражи, например в серии «Icy You» пытается украсть сладости из магазина у Дылды; в серии «Concrete Solution» крадет мешок сахара из кофе и мешок цемента из строительной площадки, приняв его за мешок сахара; в серии «Chew Said a Mouthful» крадёт носилки из больницы, пока пациент Зубастик все еще находился там; в серии «False Alarm» он угоняет машину Лапочки.

## Ботаник (Сниффлз)
Ботаник (англ. Sniffles, от sniff — «нюхать») — серо-голубой муравьед, который является самым умным персонажем в мультсериале. Очень любит читать и решать математические задачи. Как и настоящий «ботаник» своего типа, Сниффлз носит очки и ручки в кармане на груди. Создаёт самые разнообразные вещи: ракеты, бур и даже машину времени. Но чаще всего эти же изобретения впоследствии губят и его, и всех, кто находится рядом. Ему 13 лет. Живёт в дереве из металла. В ряде серий также показаны его попытки полакомиться муравьями, но в итоге муравьи непременно расправляются с ним самым жестоким способом. Хотя в серии «Blast from the Past» Сниффлзу все же удалось съесть муравьев, пусть и из каменного века. Сами его смерти обычно крайне жестоки и медлительны (его самая ужасная смерть, и вообще самая ужасная смерть в Tongue in Cheek). Является единственным персонажем, чьи когти были показаны в серии «Tongue in Cheek», где муравьи открыли один ноготь и насыпали под него соль.
В принципе, не имеет большого количества друзей, как и все «ботаники». Но все-таки его друзьями являются Дылда, Зубастик и Сладкоежка, который является его лучшим другом. Наряду с Малышом и Умейкой является персонажем, который не волнуется, когда он видит, как другие умирают или страдают. Как и Дылда, часто выступает в роли врача. Он один из двух персонажей мужского пола, у которого женский голос, второй — Малыш. Изначально должен был быть белкой.

## Папаша (Поп)
Папаша (англ. Pop — «треск», «папа») — светло-коричневый медведь. Одет в фирменный красный халат и французский берет. Всегда появляется с Малышом и трубкой в зубах. Ему 30 лет. Единственный персонаж, имеющий ребёнка. Очень заботливый отец, часто играет с Малышом, читает ему книжки, водит его на увлекательные мероприятия, даже старается уберечь от опасности, но в итоге в большинстве случаев сам становится причиной гибели ребёнка (так же, как и реальные медведи). Судя по некоторым эпизодам, страшно корит себя за его смерти, которые он допустил (впрочем, в нескольких выпусках Папаша остается совершенно равнодушным к гибели своего ребенка). Также он может определить нахождение Малыша по его кепочке с пропеллером. Если он находит эту кепочку без Малыша, он начинает сильно нервничать. Сам умирает куда реже, чем его сын, и часто не по своей вине. 
Единственные серии в которых из пары умер только отец — «Spare Tire» и «A Vicious Cycle». Несмотря на свою любовь к сыну, он иногда проявляет жадность, где в серии «Read 'em and Weep» он не покупает книжку сыну, якобы из-за высокой цены. Наряду с Дылдой, является одним из немногих персонажей, обладающим более понятной и членораздельной речью.

## Малыш (Каб)
Малыш (англ. Cub — «детеныш») — является сыном Папаши, так же, как и его отец, является медведем. Он носит подгузники и детскую кепочку с пропеллером. В отличие от своего отца, появлялся без него в паре эпизодов. Самый молодой персонаж Happy Tree Friends. Ему 4 года. Несмотря на это, умирает так же часто и кроваво, как и остальные герои — как правило, из-за невнимательности отца, но бывали и случаи, когда он отделывался только ранением. Его смерти чаще всего связаны с проблемами дыхания. Обладает самым высоким болевым порогом среди прочих персонажей и порой не замечает боли от собственных ранений.. 
О матери Малыша достоверно ничего не известно, однако в серии «Can’t Stop Coffin'» он с Папашей скорбит у чьей-то могилы. Вполне возможно, что там захоронена его мать. Один из трех персонажей, наряду с Ботаником и Умейкой, который не волнуется, когда видит, что другие персонажи умирают или страдают. Скорее всего, потому что он ребёнок и не понимает смерти. Является единственным персонажем, который не имеет профессии или карьеры. Также он является вторым персонажем мужского пола, голос которого — женский, первый — Ботаник. Наряду с Лапочкой, Петунией и Расселом, является одним из 4 персонажей, имеющих больше смертей, чем убийств.

## Чудачка (Флэки)
Чудачка (англ. Flaky — «чешуйчатый», «чудной») — красный дикобраз, с иголками и перхотью на них. Очень застенчивая и робкая личность, всё время старается избежать опасных ситуаций. Ей 12 лет. Страдает паранойей в тяжелой форме и множеством фобий, из-за чего иногда падает в обморок от страха, её часто рвёт, однако она иногда проявляет мужество в опасных ситуациях. Имеет аллергию на арахис, от которой покрывается фиолетовой сыпью и раздувается, как в шар, как было показано в серии «Party Animal». У персонажа в иглах настолько много перхоти, что эту особенность часто обыгрывают, например, при исполнении рождественской пьесы перхоть исполняла роль снега в серии «Class Act». Умирает чуть-чуть реже, чем главные персонажи, в основном её спасает хорошо развитый инстинкт самосохранения.
Половина фэндома считала, что это девочка, половина, что мальчик, но Mondo Mini Shows эту тайну раскрывать долго не собирались, всячески давая противоречивые указания. Но во многих описаниях к мультфильмам используется то женский, то мужской род для этого персонажа. 28 апреля 2012 года в Twitter’е в ответ на дискуссию о поле персонажа была размещена запись снова утверждающая,что она девочка.

## Крот (Тэ Мол)
Крот (англ. The Mole — «крот», «родинка») — слепой сиреневый крот. Ходит в тёмных очках и с тростью в руке. Носит свитер, которым прикрывает рот, в результате чего Крот не разговаривает и вообще не издаёт никаких звуков, хотя слух у него есть. Иногда принимает отрубленные части тела других персонажей за вещи и использует их не по назначению. В серии «Can’t Stop Coffin'» он принимает глаз Лапочки в качестве яблока и съедает его, не различая его ни по ощущениям и судя по всему ни по вкусу. Судя по всему является лучшим другом Умейки, так как последний ему часто доверяет (хотя это обычно заканчивается смертью одного из них). Водит машину, что опасно для всех остальных персонажей. Несмотря на свою слепоту, Крот выполняет действия, которые предполагают не только наличие зрения (водит машину, читает книгу, фотографирует, чертит), но и представляют немалую опасность — бреет опасной бритвой, делает уколы, принимает донорскую кровь и т. п., причиняя тем самым вред другим персонажам (и даже игнорирует шум например: крики Чудачки, перед тем как Крот лопнет ее с помощью иглы, пока она была в раздутом состоянии и убьет самого себя же [Party Animal] или плач Лапочки и его же крики в конце [In a Jam] и так далее). Его дом полон вещей, для использования которых необходимо зрение. Из-за отсутствия зрения зачастую случайно убивает других персонажей; сам же невероятно везуч и потому умирает далеко не всегда.
О нём также снята дополнительная серия «Mole in the City», рассказывающая о его прошлом, где Мистер Крот представлен как незадачливый секретный агент, который довольно успешно выполняет свою миссию, несмотря на свою слепоту.

## Диско-Медведь
Диско-Мишка (англ. Disco Bear, от disco — диско и bear — медведь) представляет собой светло-оранжевого медведя с пышной рыжей причёской стиля 70-х, который любит танцевать под свою любимую музыку стиля диско. Ему 25 лет. Он носит одежду 1970-х годов, то есть жёлтую рубашку нараспашку, желтые джинсы-клёш и сандали на высокой платформе. Обычно во время танца с ним кто-либо из персонажей погибает. В основном пытается произвести впечатление на девочек, таких как Петуния и Смешинка. Несмотря на неудачи в привлечении дам, Диско-Мишка обеспечен финансово: его часто можно увидеть на дорогих лыжах, в собственном джакузи, в роскошном автомобиле и в своей собственной подводной лодке.
Диско-Мишка склонен к излишней полноте, так как имеет большую страсть к бекону, хот-догам и другой жирной пище. Однажды это даже приводит к пороку сердца, в итоге ставший для него если и не губительным, то очень плачевным. Наряду с Дылдой и Сладкоежкой является одним из трех персонажей, склонных к чревоугодию. Диско-Мишка очень заботится не только о своей фигуре, что, в принципе, губительно как для него, так и для окружающих, но и о внешнем виде, в особенности о своих волосах. К примеру, когда он теряет свою причёску (в серии «Easy Comb, Easy Go»), это приводит его в состояние шока и отчаяния. В целом, он самый гордый персонаж из всех. Как и Пра-Сурок он носит прическу. Из-за расцветки, его часто путают со львом. Наряду с Супербелкой и Умейкой, является одним из двух персонажей, у которого нет спорных смертей.
По мнению некоторых фанатов мультсериала, данный персонаж является львом по происхождению,  о чём свидетельствует его пышная шевелюра в стиле Элвиса Пресли.

## Рассел
Расселл (англ. Russell, от russel — «шерстяная ткань в рубчик», также является и просто англоязычным именем) — представляет собой бирюзового калана со стереотипно пиратской внешностью: крюк вместо руки, повязка на глазу, деревянные протезы вместо ног, пиратская шапка, полосатая красно-белая рубашка. Обладает единственным волосом на голове (в ранних сериях был полностью лысым, волос появился лишь в ТВ-сезоне). Ему 31 год. Расселл любит рыбалку, плавание и запускать воздушные змеи, в серии «Mime to Five» даже открывает свой собственный ресторан (этот же ресторан показывают в серии «Put Your Back Into It»). Из еды предпочитает морепродукты.
Как правило, его лексика состоит в основном из «Я-а-а-а-ар» и «Ага!».  Он живёт в большом пиратском корабле и спит на пурпурном гамаке. Много времени проводит в воде, а потому редко контактирует с другими персонажами и вообще по большей части ведёт жизнь отшельника. Но он всё равно очень доброжелательный по характеру, дружит с Дылдой и он является его лучшим другом. В серии «In a Jam» ясно показывается, что повязка на глазу — это не просто часть пиратского имиджа, а Расселл действительно лишён одного глаза. Однако и единственным глазом Рассел видит плохо, из-за чего в серии «A Sight for Sore Eyes» ему приходится носить контактную линзу. Практически всегда умирает, причём крайне жестоким образом. В своих смертях имеет тенденцию оставлять после себя распотрошенный труп. Флиртовал со Смешинкой в одной из серий. Наряду с Умейкой является ампутантом из-за отсутствия обеих ног, кисти руки, и глаза. Большая часть его смертей связана с взрывами, морскими животными и насаживанием на что-либо. Наряду с Лапочкой, Петунией и Малышом является одним из 4 персонажей, имеющих больше смертей, чем убийств.

## Воришка и Хитрюшка (Лифти и Шифти)
Воришка и Хитрюшка (англ. Lifty & Shifty, от lift — «поднимать» и shift — «передвигать») — два зеленых енота близнеца с тёмно-зелёными пятнами вокруг глаз, которые похожи на стереотипные воровские маски. Они часто крадут товары, продукции, вещи у других персонажей Happy Tree Friends, а также сокровища, обыскивают дома или другие заведения, и все это для того, чтобы быстро разбогатеть (возможно чуть-чуть по-дружески). В основном они обворовывают Дылду (в «Meat Me for Lunch» они украли мясо с витрины его гастронома, в «Milkin' It» — его корову, в «Concrete Solution» — бумажник, а в «Junk in the Trunk» — его любимого слона), но могут «обчистить» и других жителей. Крадут буквально все, даже невидимую мебель Жестика.
Хотя они имеют одинаковый пол, внешний вид и индивидуальность, они отличаются тем, что Хитрюжка носит шляпу. Известно, что Воришка является младшим братом Хитрюжки, так как он немного меньше и имеет немного более высокий голос. Несмотря на ухмылки на лицах, они почти всегда в конечном итоге умирают в эпизодах, в которых они появляются. Обладают самым низким процентом выживаемости. Как и большинство братьев, Воришка и Хитрюжка часто спорят о том, кто виноват, если что-то пойдет не так, но когда это проблема, то они работают вместе. Однако каждый из них готов бросить брата в беде, если на кону своя собственная жизнь, — либо нечто очень ценное.
Несмотря на многочисленные незаконные действия, они смешиваются с другими персонажами и иногда способствуют рекреационной деятельности (например, отправляясь на американские горки, или принимая участие в рождественской пьесе), не вызывая никаких проблем. В редких случаях они зарабатывают деньги честно. Были даже героические поступки с их стороны, такие как «Happy Trails Pt. 2» (единственная серия, где они не пытались, что либо украсть), когда они предоставляют спасательный плот, чтобы помочь друзьям выбраться с острова.
Воришка и Хитрюжка иногда делают деньги не воровством, а мошенничеством — продавали бешеных собак (в «Doggone It»), бутылки для роста волос (в «Easy Comb, Easy Go»), волшебные бобы (в «Dunce Upon a Time»), сладости и компьютерные игры (в «The Happy Tree Friends: False Alarm episode»).
Согласно официальной версии, Воришке и Хитрюжке по 28 лет. Также еноты являются самыми первыми созданными персонажами «Happy Tree Friends».

## Жестик (Мим)
Жестик (англ. Mime) — фиолетовый олень, с белым гримом на лице. Никогда не говорит, даже если он пытается разговаривать по телефону, потому что он мим, в результате чего другие с трудом понимают его. Примером этого была серия «Who’s to Flame?», где он общался с пожарным Дылдой исключительно жестами. Но в некоторых эпизодах, например в: «Happy Trails Part 1», «Out of Sight, Out of Mime», Something Fishy", «Keepin' It Reel», и «I Heart U» он изредка производит звуковые шумы (например, хрипы или храп), что делает возможным такой вариант, что он может говорить, но просто не хочет, хотя не кричит, даже если ему очень больно. Неспособность или нежелание говорить часто приводит или к его смерти или к гибели окружающих. Наряду с Дылдой является персонажем, у которого имеются рога.
Поскольку он мим, вместо настоящих предметов часто использует воображаемые, например, вся его мебель является воображаемой, что не мешает Ворюге и Хитрюге её украсть, а ест он воображаемую еду. И даже эмоции тоже часто воображаемые например в серии Party Animal, после того, как Чудачку вылечили он предлагает ей арахис. Но Дылда отбирает у него банку и Жестик начинает "плакать".
Он обладает различными цирковыми навыками, такими как жонглирование, эквилибристика и иллюзионизм. Однако его попытки развлекать остальных очень часто имеют летальный исход как для него, так и для других. Часто он катается на своём уницикле, иногда на протяжении целой серии.
Он живёт в палатке, но внутри она выглядит как обычный дом с невидимой или мнимой мебелью, как показано в сериях «Easy For You to Sleigh» и «Mime to Five». Он также В старом HTF Любил На полянке Поиграть в Игру «Стена-Невидимка»

## Древний Сурок (Кро-Мармот)
Древний Сурок (англ. Cro-Marmot, от marmot — «сурок») — представляет собой ярко-зелёного сурка, замороженного в блоке льда. Несмотря на это, за экраном он в состоянии выполнять многие задачи, требующие активного движения, наподобие бросания снежков, катания на сёрферной доске и даже игры на гитаре. Чтобы не разморозиться, Древний Сурок живёт в холодных регионах, иногда ездит на грузовике и развозит мороженое. Среди его увлечений имеют место сёрфинг и сноуборд. Никогда не умирает, по той простой причине, что лёд защищает его от повреждений. Однако другие персонажи это не всегда понимают и поэтому могут погибнуть, пытаясь спасти Древнего Сурка от опасностей, которые ему не страшны. Единственными исключениями были инцидент с магмой в эпизоде «From Hero to Eternity», где его засосало в кратер открытого Супербелкой вулкана, взрыв актового зала в «Class Act», где погибли абсолютно все персонажи, а также 3 спорных смерти в эпизодах «Wrath of Con», «Concrete Solution» и «Breaking Wind».
Персонаж-прототип Древнего Сурка — пещерный человек, является главным героем мультфильма «Dino-Sore Days» 2004 года. Хотя, возможно, этот герой и является Древним Сурком, но в размороженном виде.

## Прапор (Флиппи)
Флиппи, или Прапор (англ. Flippy, от flip — «переворот») представляет собой зелёного медведя — ветерана войны против фрицов-тигров (аналог Вьетнамской войны), одетого в зелёную камуфляжную форму с именными жетонами и армейским беретом. Ему примерно 29 лет. Живёт в хижине, которая очень напоминает барак американских вооружённых сил. В обычное время добродушный и вполне общительный, однако он получил тяжёлые психические травмы в ходе войны (аллюзия на Вьетнамскую войну США). 
Большинство серий с его участием построены по одной формуле: находясь в месте общественного времяпровождения, Флиппи случайно замечает или слышит что-нибудь, напоминающее ему о войне (о войне ему может напомнить всё — от самолётов на аттракционе и до обычного хлопка включительно), моментально сходит с ума и убивает всех в пределах досягаемости с особыми жестокостью и цинизмом. Mondo-media именует это явление flip-out, отсюда и имя. При этом его внешний вид меняется на подчёркнуто озверевший — глаза загораются светло-зелёным цветом, милая мордашка превращается в хищный оскал, зубы превращаются в острые клыки, а голос с высокого и писклявого меняется на низкий и хриплый.  Но когда Флиппи смотрит на очень добрые предметы или живые существа, то он становится прежним, каким и был в начале серии. Флиппи — мастер холодного оружия, виртуозно сражается в рукопашном бою и может использовать в качестве оружия любой подручный предмет (помимо этого, носит за пазухой гранаты, но применяет их только тогда, когда жертве уже всё равно не жить; показано два раза). 
Принципиально не применяет огнестрельное оружие. Флиппи ещё и достаточно умён. Один из двух персонажей Happy Tree Friends, убивающий других абсолютно умышленно (второй — мистер Огурец), но только в состоянии берсерка. На протяжении всех серий от его руки не пострадали только Супербелка, Пра-Сурок, и Лэмми с мистером Огурцом. Сам же Флиппи погибал весьма редко, а если и умирал, то в основном не по своей вине.
Иногда Флиппи выводят из себя действия Дылды, но в таких случаях все попытки Прапора убить Дылду оканчиваются летальным исходом для него самого. Дылда, как правило, умирает по другим причинам, или выживает. Однако в сериях «A Vicious Cycle» (будучи велосипедом) и «In Over Your Hedge» Флиппи убил Дылду. Есть, конечно, серия «Keepin' it Reel», где Флиппи предположительно убивает Дылду в кинотеатре, но это происходит за кадром. К тому же, ещё неизвестно, что означал последний звук в конце этой самой серии — вполне возможно, что лось смог защитить себя и убить Флиппи.
В некоторых сериях, злой Флиппи, зная кодекс чести, в котором говорится, что «Никто не может убить того, кто не имеет абсолютно никакого способа защитить себя» может нанести вред беззащитным персонажам. Примером этого является Умейка, где Флиппи в серии «By The Seat Of Your Pants» отрезал ему ноги (однако, не убил), а также Малыш, где он его не убил, а столкнул на землю с трехколесного велосипеда в серии «A Vicious Cycle». Однако он все же пытался его убить, но не смог, так как был убит ударом молнии.
Начиная с серии «Hear Today, Gone Tomorrow», Флиппи ведёт борьбу со своим тёмным альтер эго и, в конце концов, побеждает. Эпизод «Without a hitch» показал вылеченного Флиппи, которого подвозила на автомобиле Чудачка, причём ей все время мерещилось, что Флиппи её убивает, впадая в состояние берсерка. Однако, на протяжении всего эпизода, Флиппи не пытался никого убивать, более того, пытался спасти Чудачку.
Тем не менее, Флиппи в следующих сериях вновь стал убивать других персонажей. Mondo Media не стало лишать персонажа его главной характеристики, к тому же, эпизод «Without a Hitch» вызвал в своё время довольно бурную реакцию фанатов, которых покоробило лишение «главной фишки» Флиппи.
Также снят приквел о военном прошлом Флиппи «Ka-Pow! W. A. R. journal. Operation Tiger Bomb», где и объясняется причина появления психологических травм у Флиппи.
Скорее всего, Флиппи страдает от шизофрении или болен бешенством. Возможно его образ списан с Рэмбо.

## Супербелка (Сплендид)
Супербелка (англ. Splendid — «великолепный») — голубая белка-летяга. Обладает рядом суперспособностей, а именно: неуязвим, суперсилён, летает со сверхскоростью, метает лазерные лучи из глаз и имеет замораживающие дыхание, то есть практически полностью копирует канонического Супермена. Ему 24 года. Живёт в гигантской крепости, выполненной в виде объекта обожания Супермена — желудя. В свободное время носит очки, шляпу и прочую гражданскую одежду. Работает в газете "Ежедневный Жёлудь" (англ. The Daily Acorn). Зачастую получает задание сопровождать их фотографа, мистера Крота.
Как правило, выполняет какую-либо работу по дому (вяжет, печёт хлеб, читает книги, особенно он любит романы), пока не услышит чей-либо крик или зов на помощь. Он считает, что быть супергероем — это просто проклятие, изредка мечтает избавиться от своих суперсил и мечтает просто жить нормальной жизнью; в пользу этого предположения говорит тот факт, что в серии «Better Off Bread» он решил, что хлеб в печи важнее гибнущих без его помощи зверушек. Впрочем, в сериале Супербелка никогда не давал понять, что ему осточертела работа супергероя или что он винит себя в смерти тех, кого пытался спасти. О других персонажах Супербелка не особо заботится; похоже, что спасение страждущих для него рутинная работа, результат которой ему совсем не важен. Зато он явно неравнодушен к желудям: его дом находится внутри скалы в форме жёлудя, в серии «Helping Helps» он мирно собирает жёлуди, да и злополучный крипторех имеет форму не ореха, а жёлудя.
Обладая суперспособностями, теоретически может спасти любого персонажа от верной гибели, но своим вмешательством Супербелка всегда только усугубляет ситуацию и губит едва ли не всех, кто находится рядом с ним (примеры: спас Смешинку от большой волны, но не остановился вовремя, когда ветка дерева снесла ей на лету голову [Helping helps]; пытался оживить Лапочку с помощью искусственного дыхания, но не заметил ничего и перестарался из-за чего бедный кролик надулся, как воздушный шар и лопнул, что привело к потере слуха у Смешинки [From Hero To Eternity]; также он пытался спасти Зубастика и Петунию из снежного кома, но разрубив ком, разрубил их обоих, одну половину отбросил назад с помощью дерева с домиком с Ботаником и Сладкоежкой внутри (эта половина упала на крышу дома, с которой упала пластина льда и убила Умейку), второй половиной он сбивает машину Дылды, которую он позже взорвал с помощью лазерного зрения [все это также из From Hero To Eternity]). Сам погиб лишь единожды, в серии «Gems the Breaks», из-за контакта с Крипторехом (англ. Cryptonut) — вещью, от которой его страшно тошнило и буквально выворачивало наизнанку, естественно, пародия на криптонит — единственную слабость Супермена из комиксов. Также создатели говорили, что он умер в серии «Class Act» от взрыва школы со всеми остальными персонажами, но это казалось спорным, так как при похожих обстоятельствах в других сериях он выживал (Mondo Media подтвердили его смерть). Снят также эпизод рассказывающий о предыстории Супербелки — «KA-POW! Splendid’s SSSSSuper», где он имел свою команду помощников и где он встречается со своим злобным двойником Сплендонтом.
Также в серии «Gems the Breaks» Супербелка убивает других персонажей вполне целенаправленно — как проворовавшихся Хитрюшку и Воришку, так и мирных жителей, например, Крота, который раздражал его своими сигналами автомобиля. Раньше Он удачно Спасал от опасностей, пока У него Не появилась Сила Лазера.

## Лэмми (Убегайка) и мистер Огурец (Мистер Пиклз)
Лэмми (Убегайка) и мистер Огурец (англ. Lammy and Mr. Pickels, от lamb — «овечка», «убегать» и pickle — «солёный огурец») — пара персонажей, появившихся значительно позже главных, в новом Интернет-сезоне.
Лэмми — темно-фиолетовая в свитере из овечьей шерсти овца и с фиалковым бантиком на голове. Ей 16 лет. Как и овца, в разговорах она обычно блеет. Имеет трещину в черепе, что, возможно, и объясняет причину её шизофрении и некоторой ненормальности. При ней всегда есть её друг, живой (как думает Лэмми) огурец с усами и в старинной шляпе — Мистер Огурец.
Их появления в сериале изначально строятся следующим образом: мистер Огурец, пока никто не видит, убивает других персонажей, а Лэмми бросается их спасать, но огурец убегает от неё, и все думают, что убийца — Лэмми (что, в принципе, так и есть, просто зрителям дается несколько запутанная трактовка ситуации). Погибли только в эпизодах «All in Vein», «All Work and No Play» и «Spare Tire». В последующих сериях Лэмми стала выполнять ту же функцию, что и Зубастик — роль «пушечного мяса». Обычно она погибает в тех сериях, где она играет второстепенную роль. Является единственным женским персонажем, который не плакал на протяжении всего мультсериала.
Лэмми появилась в сериале после официального голосования о введении нового персонажа, сильно обогнав Трюфеля. И хотя последний и проиграл, но он также появляется в сериале, но только на заднем плане. Изначально Мистер Огурец Назывался На английском “Mr. Cucumber”.

## Второстепенные и эпизодические персонажи

### Муравьи
Семья муравьёв (мать, две дочери, два сына и папа) это фиолетовые насекомые которые живут в муравейнике. Их всячески хочет съесть Ботаник, но взамен муравьи непременно расправляются с ним самым жестоким образом. Муравьи используют разные предметы (а иногда изобретения Ботаника) и взамен убивают самого Ботаника. Именно: режут его язык, взрывают, колят и.т.д. Их любимая еда трава и грибы. Сами тоже не обходятся без смертей. Качества: Ботаник-враг. Джентельэнт-союзник.

### Обезьянабуддист
Обезьяна-буддист (англ. Buddhist Monkey) — герой нескольких выпусков серий «Ka-pow». Жёлтая обезьянка в ягуаровой накидке. Бешено сражается с ниндзя. Ни с одним из прочих персонажей не пересекался, потому что появляется этот персонаж лишь по телевизору или в кинотеатре, в то время как другие персонажи на это смотрят. У него очень добрая душа, но если на него нападут злые ниндзя, которые при появлении начинают буквально издеваться над Обезьяной-буддистом, то он будет убивать их с крайней жестокостью. Единственный из всех полностью проработанных персонажей в сериале, кто никогда не погибал. В одной серии работал библиотекарем.

### Проклятыйидол
Проклятый идол (англ. Cursed Idol) — статуэтка божества майя, на котором лежит проклятие, приносящее смерть, тому кто держит идола. Часто появляется на заднем плане, однако в нескольких сериях служит ключевой фигурой в сюжете («Treasure Those Idol Moments»). Идол выполнен в форме золотого божка, сидящего обхватив колени, с длинными волосами. Любой контакт с ним, или же нахождение от него поблизости означает для персонажа немедленную смерть от непредсказуемой случайности. Если только кто-то из подобравших не является носителем, как например в эпизоде «Hello Dolly»; в этом случае, персонаж переносящий идола погибает последним. Обычно идол перемещается только руками самих персонажей, но в ряде случаев, как и любая демоническая вещь, может появиться в труднодоступном месте самостоятельно. В серии «Idol Curiosity» показана история появления идола и проклятия с ним связанного. В Старом HTF Его никогда не было.

### Трюфель (Траффлс)
Трюфель (англ. Truffles) — голубой поросёнок в то ли школьной, то ли морской униформе. Отличается тем, что имеет один из самых нетипичных внешних видов во всем мультсериале (если также не считать Ботаника) (пятачок вместо носа-сердечка, клычки вместо передних резцов и так далее). Проиграл в голосовании между ним и Лэмми. Тем не менее, получил роль второстепенного и третьестепенного персонажа. В эпизоде с Лэмми в ролике, где её провозглашали новым персонажем, он на секунду появился из-за кулис, гневно посмотрел на неё и исчез. Обычно появляется в эпизодах в качестве пасхалки, чтобы его нашли самые внимательные зрители. Во второй раз его можно увидеть в эпизоде «A Bit of a Pickle», где он подсматривает за Лэмми во время её чаепития. И даже в эпизоде "Royal Flush" он появляется, но в один лишь кадр - когда Петуния уже лопается от надувания пылесосом (за взрывом). А в серии «Clause of Concern» вышел-таки на передний план, но лишь на пару секунд. В эпизоде "An Inconvenient Tooth" он появляется на фотографии друзей в шкафчике Зубастика, что может значить, что они друзья. По словам создателей, он планировался быть персонажем задирой. Имя получил, вероятно, из-за того, что свиней часто используют при поиске трюфелей.

### Крысюшка
Крысюшка (англ. Rat) — давний соперник мистера Крота. Когда-то тоже был шпионом, но противоборствующей Кроту организации. По характеру напоминает Воришку и Хитрюжку. Крайне хитер, готов удавиться за информацию (что и сделал в одном эпизоде). Можно отметить, что он глупый и назойливый. Носит высокую шляпу и плащ. Появляется в серии «Mole in the city» где и погибает от взрыва бомбы.

### Мама Смешинки
Мама Смешинки (англ. Giggles' Mom) — мать Смешинки. Один из немногих взрослых персонажей. Появляется только в эпизоде «Helping Helps». Выглядит так же, как Смешинка, но имеет довольно высокий рост.

### Fall Out Boy
Члены группы Fall Out Boy в музыкальном видео-эпизоде «The Carpal Tunnel of Love» в виде разноцветных медвежат, нарисованных в стиле Happy Tree Friends. Они погибли по вине Дылды.

### Трикси
Хорёк, любящий подшутить. Появлялся с капканом на заднем плане за Ботаником и Дылдой в серии «Pet Peeve». Возможно хотел его куда-то и кому-то под ноги поставить.

### Руди
Баран, одетый как Ryu из игры Street Fighters. Появлялся в эпизоде «A Vicious Cycle» на заднем плане за Дылдой и Диско-Мишкой.

### Фэт Кэт
Фэт Кэт (англ. Fat ― «толстый», Cat ― «кот») — синий кот. Новый персонаж Happy Tree Friends. Его единственным появлением был брейк-эпизод «Take Your Seat». В своём единственном появлении он выглядел весёлым и был очень испуган, когда из-за сломанного кресла умерла Чудачка. Он основан на символе компании FatKat, ответственную за анимацию ТВ серий.

### Единорог
Появляется на заднем плане в серии «Pet Peeve» когда Ботаник едет на машине со своим желейным псом.

### Мышьбез имени
Коричневая мышка, которая появлялась только на заднем плане в игре «Crazy Disco».Возможно, она удалённый персонаж, которого оставили в качестве пасхалки.